# Nekrolog 1997
Nekrolog
◄◄
| ◄
| 1993
| 1994
| 1995
| 1996
| 1997 | 1998 | 1999 | 2000 | 2001 | ► | ►►
1. Quartal |
2. Quartal |
3. Quartal |
4. Quartal 
Weitere Ereignisse | Allgemeiner Nekrolog 1997
Die Beschreibung der verstorbenen Person sollte so kurz wie möglich gehalten sein und nur deren signifikante Tätigkeit(en) enthalten.
Neue Namen ggf. auch unter dem Geburts- und Sterbedatum, also etwa unter 1. Januar und im Geburts- und Sterbejahr (2024) eintragen (nur bei entsprechender großer Wichtigkeit). Für Beispiele siehe die schon vorhandenen Artikel.
Außerdem über die fünf zuletzt Verstorbenen, zu denen es einen ausreichend guten Artikel für eine Präsentation auf der Hauptseite gibt, nach der todesbedingten Überarbeitung der Artikel ggf. auch unter Wikipedia Diskussion:Hauptseite informieren und sie am besten auch in den anderen Wikipedia-Sprachversionen eintragen. Tipp: Regelmäßig bei news.google.de nach „ist tot“, „gestorben“ oder „verstorben“ suchen.
Wenn eine Person gestorben ist, gibt es viele Seiten zu dieser Person in der Wikipedia, die davon auch betroffen sind und entsprechend aktualisiert werden müssen. Beispiele: Namenübersichtsseite, Geburtsjahr, Geburtsort-Seiten und viele mehr.
Wie finde ich die betroffenen Seiten?
Im Suchfeld auf der linken Seite gibt man den Suchbegriff so ein: „Vorname Nachname“. Dann klickt man auf Volltext und alle Seiten mit entsprechendem Suchtext werden aufgerufen. Hier sieht man dann schnell, wo auch das Todesjahr Sinn macht oder sogar ein Teil des Artikels angepasst werden muss. Auch hilft das „Werkzeug“ auf der linken Seite sehr gut, um solche Seiten aufzufinden: „Links auf diese Seite“. Somit ist die Wikipedia wieder aktuell in allen Bereichen! Hinweis: bei Eintragung der Kategorie „Gestorben JAHR“ wird der Missbrauchsfilter 49 ausgelöst, was jedoch nicht schlimm ist. Siehe: Spezial:Missbrauchsfilter/49
Dies ist eine Liste von im Jahr 1997 verstorbenen bekannten Persönlichkeiten. Die Einträge erfolgen innerhalb der einzelnen Daten alphabetisch sortiert. Tiere sind im Nekrolog für Tiere zu finden.
Die Liste ist nach Quartalen aufgeteilt:
- Nekrolog 1. Quartal 1997: Januar, Februar und März
- Nekrolog 2. Quartal 1997: April, Mai und Juni
- Nekrolog 3. Quartal 1997: Juli, August und September
- Nekrolog 4. Quartal 1997: Oktober, November und Dezember

## Datum unbekannt
| Ljutwi Dschiber Achmedow             | bulgarischer Ringer                                                                                             |  |
| Neculai Agachi                       | rumänischer Politiker (PCR)                                                                                     |  |
| Sten Ahlner                          | schwedischer Fußballschiedsrichter                                                                              |  |
| Eliseo Álvarez                       | uruguayischer Fußballspieler                                                                                    |  |
| Giacomo Amari                        | US-amerikanischer Mobster                                                                                       |  |
| Anna Semjonowna Andrejewa            | sowjetische Kugelstoßerin                                                                                       |  |
| Yoshikuni Araki                      | japanischer Landschaftsarchitekt                                                                                |  |
| Frances Baard                        | südafrikanische Politikerin und Antiapartheidsaktivistin                                                        |  |
| Tariel Bakradse                      | sowjetisch-georgischer Pianist und Komponist                                                                    |  |
| Jupp Becker                          | deutscher Turn- und Sportlehrer                                                                                 |  |
| Santiago Benítez                     | paraguayischer Fußballspieler                                                                                   |  |
| Martha Maria Bosch                   | deutsche Schriftstellerin                                                                                       |  |
| Kraft Bumbel                         | deutscher Diplomat, Botschafter der DDR                                                                         |  |
| Karl Bünger                          | deutscher Botschafter und Sinologe                                                                              |  |
| Manuel de Jesús Cabrera Maciá        | mexikanischer Botschafter                                                                                       |  |
| Carlos Carús                         | mexikanischer Fußballspieler                                                                                    |  |
| Jorge Castañeda y Álvarez de la Rosa | mexikanischer Botschafter                                                                                       |  |
| Nina Catach                          | französische Linguistin und Romanistin                                                                          |  |
| Ion Cosma                            | rumänischer Radrennfahrer                                                                                       |  |
| John Noel Ormiston Curle             | britischer Botschafter                                                                                          |  |
| Franz Dank                           | deutscher Maler und Kunstprofessor                                                                              |  |
| Hans-Wolrad Dölling                  | deutscher Offizier                                                                                              |  |
| Petre Duminică                       | rumänischer Politiker (PCR) und Botschafter                                                                     |  |
| Pierre Eddé                          | libanesischer Abgeordneter, Politiker und Unternehmer                                                           |  |
| Milly Enderlin                       | Schweizer Redaktorin                                                                                            |  |
| Sloane Farrington                    | bahamaischer Segler                                                                                             |  |
| Walter Freiwald                      | deutscher Architekt und hessischer Baubeamter                                                                   |  |
| Vincenzo Gicca Palli                 | italienischer Regisseur und Drehbuchautor                                                                       |  |
| Johann Heinrich Gillessen            | deutscher Maler und Kunsterzieher                                                                               |  |
| Heinz Mosche Graupe                  | deutsch-US-amerikanischer Philosoph und Judaist                                                                 |  |
| Harry Hallberg                       | schwedischer Schiffbauer und Werftbesitzer                                                                      |  |
| Walter Harm                          | deutscher Strahlenbiologe                                                                                       |  |
| Siegfried Hauffe                     | deutscher Tier-, Jagd-, Landschaftsmaler und Illustrator                                                        |  |
| Lothar von Heinemann                 | deutscher General                                                                                               |  |
| Branjo Heisig                        | slowakischer Eishockeyspieler                                                                                   |  |
| Martha Hennissart                    | US-amerikanische Schriftstellerin                                                                               |  |
| Hans Hermann Henseleit               | deutscher Journalist und Kunstsammler                                                                           |  |
| Raimund Hergt                        | deutscher Jurist und Diplomat                                                                                   |  |
| Käthe Herrmann-Bernhofer             | österreichische Malerin                                                                                         |  |
| Friedrich von Hohenbühel             | österreichischer Diplomat                                                                                       |  |
| Rudolf Indlekofer                    | Schweizer Verleger und Kunstsammler                                                                             |  |
| René Jouveau                         | französischer Schriftsteller, Romanist und Provenzalist                                                         |  |
| Barbara von Kalckreuth               | deutsche Bildhauerin                                                                                            |  |
| Oscar Kambona                        | Außenminister von Tanganjika                                                                                    |  |
| Walter Keidel                        | deutscher Landwirtschaftsfunktionär                                                                             |  |
| Hans Kern                            | deutscher Architekt, Baubeamter und bildender Künstler                                                          |  |
| Hans-Joachim Kerschkamp              | deutscher Brigadegeneral der Bundeswehr                                                                         |  |
| Inamullah Khan                       | islamischer Gelehrter und Aktivist; Mitbegründer und langjähriger Generalsekretär des Islamischen Weltkongre... |  |
| Georg Kiste                          | deutscher Maler und Grafiker                                                                                    |  |
| Gisela Kleinschmidt                  | deutsche Aquarellmalerin                                                                                        |  |
| Joseph Koenig                        | deutscher Botschafter                                                                                           |  |
| Gerhard Konzack                      | deutscher Schauspieler                                                                                          |  |
| Hans Kortum                          | deutscher Romanist                                                                                              |  |
| Wolfgang Köstlin                     | deutscher Generalmajor im Bundesministerium der Verteidigung                                                    |  |
| Johannes Krejci                      | österreichischer Maler                                                                                          |  |
| Wilhelm Landig                       | österreichischer Schriftsteller und ehemaliges SS-Mitglied                                                      |  |
| Richard Leopold                      | deutscher Gewichtheber                                                                                          |  |
| Ernst Lerch                          | österreichischer Täter des Holocaust                                                                            |  |
| Harri Leupold                        | deutscher Politiker (LDPD), MdV                                                                                 |  |
| José Martí Llorca                    | argentinischer Violinist und Komponist                                                                          |  |
| Walter Loridan                       | belgischer Diplomat                                                                                             |  |
| Charlotte Machmer                    | österreichische Leichtathletin                                                                                  |  |
| Ludwig Maibohm                       | deutscher Sportjournalist                                                                                       |  |
| Vitalijus Majorovas                  | litauischer Schachspieler und -trainer                                                                          |  |
| Sergei Alexandrowitsch Martynow      | sowjetisch-russischer Ringer                                                                                    |  |
| Dave Matthews                        | US-amerikanischer Jazz-Saxophonist und Arrangeur                                                                |  |
| Angus McPhee                         | schottischer Art-Brut-Künstler                                                                                  |  |
| Heilwig von der Mehden               | deutsche Autorin                                                                                                |  |
| Fernando Mencherini                  | italienischer Komponist                                                                                         |  |
| Jean Mercier                         | französischer Tischtennisfunktionär                                                                             |  |
| Käte Merk                            | deutsche Schauspielerin                                                                                         |  |
| Dembeegiin Mjagmar                   | mongolischer Schriftsteller                                                                                     |  |
| Amir Mohammad                        | afghanischer Sänger                                                                                             |  |
| Some Muge                            | kenianischer Langstreckenläufer                                                                                 |  |
| Prabhat Mukherjee                    | indischer Schauspieler, Filmregisseur und Buchautor                                                             |  |
| Doris Kopsky Muller                  | US-amerikanische Radsportlerin                                                                                  |  |
| Otto Näscher                         | deutscher Grafiker, bildender Künstler und Hochschulprofessor                                                   |  |
| Werner Oswald                        | deutscher Motorjournalist und Automobilhistoriker                                                               |  |
| Jacques d’Ovidio                     | französischer Filmarchitekt                                                                                     |  |
| Nikolaos M. Panagiotakis             | griechischer Neogräzist                                                                                         |  |
| Jakow Dmitrijewitsch Pasmurow        | sowjetischer Militär, Major und Kommandant der Donau-Flottille                                                  |  |
| Jonas Paulionis                      | litauischer Fußballspieler                                                                                      |  |
| Karl Arno Pfeiff                     | deutscher Klassischer Archäologe und Altphilologe                                                               |  |
| Udo Pfriemer                         | deutscher Verleger, Autor und Historiker                                                                        |  |
| Igor Rubenowitsch Pitschikjan        | russischer Archäologe                                                                                           |  |
| Trevor Pyke                          | britischer Tonmeister                                                                                           |  |
| Rolling Thunder                      | US-amerikanischer Medizinmann vom Stamm der Cherokee-Indianer                                                   |  |
| Tata Ronkholz                        | deutsche Fotografin und Designerin                                                                              |  |
| Fania Rubina                         | US-amerikanische Schauspielerin und Sängerin                                                                    |  |
| Vittorio Russo                       | italienischer Romanist, Italianist und Danteforscher                                                            |  |
| Karl-August Schäffer                 | deutscher Mathematiker und Hochschullehrer                                                                      |  |
| Fritz Scheller                       | deutscher Radrennfahrer                                                                                         |  |
| Karl Schlör von Westhofen-Dirmstein  | deutscher Ingenieur                                                                                             |  |
| Werner Schmah                        | deutscher Sänger                                                                                                |  |
| Hans Schoszberger                    | deutscher Architekt                                                                                             |  |
| Roderich Schröder                    | deutscher Architekt, Regierungsbaumeister, Redakteur und Autor                                                  |  |
| Heinz Schudnagies                    | deutscher Architekt                                                                                             |  |
| Danilo Sena                          | uruguayischer Politiker                                                                                         |  |
| Kenneth Showell                      | US-amerikanischer Maler                                                                                         |  |
| Cecil Elaine Eustace Smith           | kanadische Eiskunstläuferin                                                                                     |  |
| Kidder Smith                         | US-amerikanischer Architekt                                                                                     |  |
| Ray Smith                            | US-amerikanischer Rockabilly-Musiker                                                                            |  |
| Heinrich Söller                      | deutscher Bildhauer                                                                                             |  |
| Martin Stachl                        | deutsch-österreichischer Maler                                                                                  |  |
| Hilda Stern Cohen                    | deutsch-US-amerikanische als Lyrikerin und Schriftstellerin                                                     |  |
| William Stevens                      | kanadischer Konzertpianist und Musikpädagoge                                                                    |  |
| Gerd Stieler                         | deutscher Fußballspieler                                                                                        |  |
| Jo Strahn                            | deutscher Maler                                                                                                 |  |
| Johann Székler                       | rumänischer Intendant des Deutschen Staatstheaters Timișoara und Repräsentant der rumäniendeutschen Minderhe... |  |
| Mario Traversa                       | Geiger und Kapellenleiter                                                                                       |  |
| Dmitri Stepanowitsch Tschuwachin     | sowjetischer Botschafter                                                                                        |  |
| Zbigniew Turek                       | polnischer Dichter                                                                                              |  |
| Sima Vaisman                         | französische Ärztin und Autorin                                                                                 |  |
| Anthony Velonis                      | US-amerikanischer Grafiker                                                                                      |  |
| Paul Vernière                        | französischer Literaturwissenschaftler und Hochschullehrer                                                      |  |
| Ernst Veser                          | deutscher Politikwissenschaftler und Hochschullehrer                                                            |  |
| Werner Waldhoff                      | deutscher Schriftsteller und Übersetzer                                                                         |  |
| Mervyn Wall                          | irischer Schriftsteller                                                                                         |  |
| Frank Weymann                        | deutscher Schriftsteller                                                                                        |  |
| Erna Wüsthoff                        | deutsche Badmintonspielerin                                                                                     |  |
| Zhang Xian                           | chinesischer Schriftsteller                                                                                     |  |